# Director de Comunicaciones de la Casa Blanca
El Director de Comunicaciones de la Casa Blanca, también conocido como Asistente del Presidente para las Comunicaciones, es un alto funcionario del Presidente de los Estados Unidos, y es el responsable de desarrollar y promover la agenda del Presidente y liderar su campaña mediática. El director, junto con su equipo, trabaja en discursos como el discurso inaugural o el discurso del estado de la unión. Al director de comunicaciones, quién está designado y sirve al placer del presidente sin necesitar la confirmación del Senado, se le suele dar una oficina en el ala oeste de la Casa Blanca.

## Historia
La Oficina de la Casa Blanca de Comunicaciones fue creada por Herbert G. Klein en enero de 1969 durante el mandato de Nixon. Se separó de la Oficina de la Secretaría de Prensa desde 1969 hasta 1974.

## Función y responsabilidades
Históricamente, la posición de Director de Comunicaciones de la Casa Blanca se otorgaba a un personal de relaciones públicas miembro del personal de campaña del candidato. A menudo es o el director de campaña delegado o el director de comunicaciones de la campaña. El director de comunicaciones trabaja estrechamente con el Secretario de Prensa de la Casa Blanca, quién es normalmente un co-trabajador en la campaña del presidente.
Como la voz y visión del presidente deben ser entendidas, el director de comunicaciones se asegura de que todos los aspectos de las comunicaciones están cubiertos para asegurarse de que el mensaje de la administración se ha entendido clara y correctamente. Se debe idear una estretegia de comunicación para promover la agenda del presidente en todos los medios de comunicación. Esto puede incluir, aunque ciertamente no está limitado, el discurso del estado de la unión, ruedas de prensa televisadas, declaraciones a la prensa, y discursos radiofónicos. La oficina de comunicaciones trabaja también estrechamente con los departamentos a nivel de gabinete y otras agencias ejecutivas para crear una estrategia coherente, a través del cual el mensaje del presidente puede ser difundido.
Con la creaciente importancia de internet y las nuevas tecnologías en términos de comunicación presidencial, la oficina de comunicaciones se ha ramificado para utilizar internet, y más específicamente redes sociales como Facebook y Twitter, para llegar y transmitir la visión del presidente a un mayor porcentaje del público.

## Personal clave
- Asistente del presidente y director de comunicaciones: Vacante
- Asistente delegado del presidente y director delegado de comunicaciones: Jessica Ditto
- Asistente delegado del presidente y director delegado de comunicaciones y director de investigación: Raj Shah
- Secretaria de prensa de la Casa Blanca: Sarah Huckabee Sanders
- Asistente del presidente y director de estrategias de comunicación: Hope Hicks
- Asistente del presidente y director de redes sociales: Dan Scavino

En marzo de 2017, la secretaria de prensa delegada, Stephanie Grisham, fue nombrada directora de comunicaciones en la Oficina de la primera dama.